# Fredagsmoskén i Delhi
Masjid-i-Jahan Numa (urdu: مسجد جھان نمہ), vanligen känd som Jama Masjid (fredagsmoské) i Delhi, är huvudmoskén i Old Delhi i Indien. Den uppfördes på order av Mogul Shah Jahan, som även uppförde Taj Mahal. Den stod klar år 1656 och är idag en av de största och mest välkända moskéerna i Indien. Gårdsplanen rymmer upp till 25 000 gudstjänstdeltagare. Moskén har två minareter, och också flera reliker i ett skåp vid Norra Porten, bland annat en Koran skriven på hjortskinn.